# Makedonien (byzantinisches Thema)

Byzantinische Themen im Balkanraum um 1045

Das byzantinische Thema Makedonien war ein militärisch-administrativer Distrikt, der um 800 in der geographischen Region Thrakien gebildet worden war. Hauptort war Adrianopel (heute Edirne, Ostthrakien). Der Name des militärisch-administrativen Distrikts übertrug sich wie anderorts später auch auf das geographische Gebiet, so dass im gesamten Mittelalter diese Region den Namen Makedonien trug. Ihre geographische Lage stimmte im Mittelalter weder mit dem Makedonien der Antike, noch mit der heutigen Region Makedonien überein.
Im Vergleich zu den anderen Grenzthemata war dieses vor Überfällen geschützt, da es nah der Reichshauptstadt Konstantinopel lag.
Nach 813 wechselte die Herrschaft über das Thema mehrfach zwischen dem Bulgarischen und Byzantinischen Reich. Nach der erfolgreichen Unterwerfung des ersten bulgarischen Reichs wurde die Region erneut in das byzantinische Verwaltungssystem integriert. Dabei grenzte Makedonien an die 1018 geschaffenen Themata Bulgarien im Westen und Paristrion im Norden. Im Osten grenzte es an das Thema Thrakien und im Süden an Strymon. 1204 wurde Adrianopel von den Kreuzfahrern erobert, fiel jedoch kurz danach erneut in bulgarische Hände. Nach der Wiederherstellung des bulgarischen Reiches im Jahre 1187 bis zum Auftreten der osmanischen Türken wechselte die Herrschaft über das Gebiet häufig zwischen Bulgaren und Byzantinern.
Aus dieser Region stammte die Familie der byzantinischen Kaiser der Makedonischen Dynastie, deren Name jedoch eine geographische und nicht ethnische Bezeichnung war. 1371 schlugen die vorrückenden Osmanen bei Tschernomen in Makedonien, in der Schlacht an der Maritza, ein bulgarisch-serbisches Heer. Nach der Eroberung Bulgariens durch die Osmanen 1393 wurde der bulgarische Patriarch Euthymios von Tarnowo in die Region Makedonien, möglicherweise ins Kloster Batschkowo verbannt.
Nach der Eroberung des Balkans durch die Osmanen verschwand jedoch der Name Makedonien als Bezeichnung für mehrere Jahrhunderte. Erst mit der Verbreitung des Philhellenismus im frühen 19. Jahrhundert und die Entstehung des modernen griechischen Nationalismus mit der Filiki Eteria wurde der Name Makedonien für die antike Region wiederbelebt und im modernen Bereich als Ergebnis der hellenischen Religions- und Schulpropaganda bestätigt.